# Художественное общество Нассау
Художественное общество Нассау (нем. Nassauische Kunstverein Wiesbaden, NKV) — художественное объединение в городе Висбаден (земля Гессен), образованное в 1847 году как «Общество друзей изобразительного искусства в герцогстве Нассау» (Gesellschaft der Freunde der bildenden Kunst im Herzogtum Nassau); старейшее художественное общество города; занимается продвижением современного искусства — прежде всего, проводя тематические и персональные выставки региональных и международных авторов — и художественным образованием; активно приглашает кураторов со всего мира для организации временных экспозиций в собственном выставочном зале площадью в 350 м².

## История и описание

### История
Художественное общество Нассау (Nassauische Kunstverein) было основано в 1847 году группой жителей Висбадена — как «Общество друзей изобразительного искусства в герцогстве Нассау» (Gesellschaft der Freunde der bildenden Kunst im Herzogtum Nassau); оно является старейшим художественным объединением в городе. Основателями были, в основном, представители высшей прослойки среднего класса горожан; в качестве своей задачи они видели «продвижение изобразительного искусства вне зависимости от политики и государства». Первоначально ассоциация поддерживала, хотя и с незначительным успехом, местных художников: они получали стипендии от герцога Нассау или заказы на картины для местной художественной галереи.
Первая постоянная экспозиция общества была выставлена в отдельном зале (Gemäldesaal) городской библиотеки, которая в то время размещалась во дворце «Erbprinzenpalais» — вместе, согласно официальной записи, «со старыми и новыми произведения искусства отечественных и зарубежных художников». За довольно короткое время союз стал популярной и крупной независимой городской ассоциацией; впоследствии собрание NKV легло в основу коллекции произведений искусства музея Висбадена. В 1850 году объединению было поручено управление герцогской коллекцией произведений искусства — только в 1899 году данные функции были переданы городским властям. В 1915 году, после открытия новое здание музея Висбадена, ассоциация также получила в нём место для своего собрания и выставочные залы для временных экспозиций. С этого момента директор музея стал входить в состав правления NKV. В 1925 году в городе был основан союз художников «Freie Künstlerschaft Wiesbaden» — инициатором его создания стал художник Отто Ритчль (Otto Ritschl, 1885—1976).
После того, как музей Висбадена был в 1973 году передан от города земельным властям, Художественное общество Нассау направило свои усилия на поиск собственного выставочного пространства. Проект осуществился в 1979 году, когда NKV переехало на свое нынешнее место — в трехэтажную старую виллу по адресу улица Вильгельмштрассе, дом 15. С заключением нового договора аренды, весной 2007 года, общество закрепило за собой данную резиденцию на срок в 66 лет; сегодня оно имеет возможность приглашать кураторов со всего мира для организации временных экспозиций в выставочном зале площадью в 350 м².

### Деятельность
Каждый год Художественное общество Нассау организует серию групповых и персональных выставок произведений современного изобразительного искусства. Одним из направлений его выставочной деятельности является продвижение экспериментального искусства, создаваемого начинающими авторами — предполагается, что NKV даст им возможность провести свою первую профессиональную выставку. В итоге, многие художники, получившие в дальнейшем широкую известность, действительно провели свою первую персональную выставку в залах висбаденского союза: к ним относятся Мона Хатум (2002), Джун Нгуен Хацушиба (2003), Сюкен Теруя (2005), Свен Джоне (2007), Йоринде Войгт (2008), Эмили Уордил (2008—2009), Мюррей Гейлард (2009), Рори Макбет (2009), Нина Юэн (2011) и Александр Сингх (2012). В рамках выставок NKV публикует каталоги и, следовательно, создаёт источники, которые выходят за рамки продолжительности выставок — изображения работ дополняются их научным и художественным описанием.
К 50-летия движения Fluxus, летом 2012 года NKV стала единственным европейским учреждением, которое в сотрудничестве с Музеем современного искусства Хьюстона (штат Техас) показало ретроспективную выставку Бенджамина Паттерсона (1934—2016) «Born in the State of FLUX/us». В 2013 году союз представил широкой аудитории обзор работ учеников художника Адама Янковского за 1987—2013 годы.
В дополнение к выставочной деятельности, NKV предлагает заинтересованным горожанам образовательные услуги, нацеленные на углубление понимания современного искусства. Регулярные предложения включают в себя дискуссии, лекции, поездки и семинары; детские программы также разрабатываются сотрудниками NKV (в частности, «NKV Entdeckerführung» и «NKV Kinder mittenDRIN»). Само NKV является членом Ассоциации немецких художественных обществ (ADKV).
Поскольку международное движение Fluxus впервые привлекло к себе широкое внимание именно в Висбадене — в 1962 году, благодаря Фестивалю современной музыки (Festspielen Neuester Musik) — NKV поддерживает молодых художников, чьи работы связаны с данным движением. Специальная стипендиальная программа «Follow Fluxus — Fluxus und die Folgen» ежегодно присуждается союзом — совместно с городом Висбаден; она включает в себя трехмесячную работу (с предоставлением арт-студии и жилья), а также — отдельную выставку; стипендия составляет 10 000 евро.